# Albert Jansen
Albert Jansen (* 3. November 1936; † 12. Juni 2000) (Spitzname: Janse Aap) war ein deutscher Fußballspieler, der im Jahre 1960 als Aktiver von Borussia Mönchengladbach den DFB-Pokal gewonnen und 1965 den Aufstieg in die Fußball-Bundesliga gefeiert hat.

## Laufbahn

### Anfänge und Oberliga West, bis 1963
Mit 20 Jahren wagte Albert Jansen zur Runde 1957/58 den Schritt vom 1. FC Mönchengladbach zum Nachbarverein Borussia. Aus dem niederrheinischen Amateurlager wechselte er von den Blau-Gelben zur gerade in die 2. Liga West abgestiegene Borussia an den Bökelberg. Zur Vizemeisterschaft und damit der sofortigen Rückkehr in die Oberliga West steuerte das Talent in 25 Einsätzen 15 Tore bei und war damit hinter Albert Brülls – dieser brachte es in 29 Spielen auf 23 Tore – erfolgreichster Torschütze von Borussia Mönchengladbach. In den ersten zwei Runden in der Oberliga West – sein Debüt feierte er am 17. August 1958 beim 2:2-Unentschieden beim 1. FC Köln als rechter Läufer – kämpfte der kleine und zweikampfstarke Verteidiger – er wurde aber auch von Trainer Fritz Pliska des Öfteren als Außenläufer zum Einsatz gebracht – mit Borussia um den Klassenerhalt. In der dritten Oberligasaison, 1960/61, spielte sich die Mannschaft unter Trainer Bernd Oles auf den sechsten Rang nach vorne. Albert Jansen hatte dabei in 27 Partien mitgewirkt und dabei zwei Tore erzielt.
Den größten Erfolg feierte er aber mit seinen Mannschaftskameraden im Pokal. Zuerst setzte sich Gladbach im Westdeutschen Pokal im Halbfinale mit einem 4:3-Erfolg gegen Borussia Dortmund durch. Dabei hatte es die Gladbacher Defensive am 6. August 1960 mit dem gefährlichen Dortmunder Angriff mit Gerd Cyliax, Aki Schmidt, Jürgen Schütz, Timo Konietzka und Hans Cieslarczyk zu tun. Im Finale setzte sich Mönchengladbach am 24. August in Düsseldorf mit 3:1 gegen den 1. FC Köln durch. In beiden Begegnungen agierte Albert Jansen als rechter Außenläufer. Sensationell war der 2:0-Sieg am 7. September in Münster gegen den amtierenden Deutschen Meister Hamburger SV. Hier musste die Zweikampfstärke des „Terrier vom Dienst“ der Hamburger Spielmacher Klaus Stürmer erfahren. Das Finale entschieden Jansen und seine Mannschaftskollegen am 5. Oktober mit 3:2 Toren gegen den Karlsruher SC für sich und waren damit für den Wettbewerb des Europapokals der Pokalsieger 1960/61 qualifiziert. Das Rückspiel in Glasgow brachte die denkwürdige 0:8-Niederlage gegen Glasgow Rangers zustande. Im letzten Jahr der Fußball-Oberliga, 1962/63, erlebte Albert Jansen die Arbeit des vormaligen Herner Trainers Fritz Langner. Es war zwar der Abgang von Nationalstürmer Albert Brülls nach Italien auszugleichen, aber mit Siegfried Burkhardt, Heinz Crawatzo, Heinz Lowin und dem jungen Eigengewächs Herbert Laumen rückten dafür gleich mehrere Spieler nach. Gladbach belegte den elften Platz und hatte sich somit nicht für die neue Fußball-Bundesliga qualifiziert. Sein letztes Oberligaspiel absolvierte Jansen als rechter Verteidiger am 11. Mai 1963 beim 4:4-Remis bei Westfalia Herne. Von 1958 bis 1963 hatte er 121 Oberligaspiele bestritten und dabei acht Tore erzielt. Zur Saison 1963/64 startete die neu gegründete Fußball-Bundesliga mit 16 Vereinen. Da aus dem Westen der 1. FC Köln, Borussia Dortmund, FC Schalke 04, Meidericher SV und Preußen Münster nominiert wurden, gehörte Borussia Mönchengladbach ab dieser Runde der Regionalliga West an.

### Regionalliga West, 1963 bis 1965
Trainer Langner gelang es auch im ersten Jahr der Regionalliga, 1963/64, nicht, die Elf vom Bökelberg in die Spitzengruppe zu führen. Albert Jansen und die Neulinge Horst-Dieter Höttges, Egon Milder, Günter Netzer und Rudolf Pöggeler kamen nach 38 Rundenspielen auf dem achten Rang ein. Jansen hatte dabei nur in einem Spiel gefehlt. Er bildete mit Höttges das Verteidigerpaar der Borussen in dieser Runde. In den letzten zwei Rundenspielen – am 3. und 10. Mai gegen Bielefeld und Siegen – betreute bereits Trainer Hennes Weisweiler – er war ab 1964/65 der Cheftrainer in Mönchengladbach – die Mannschaft vom VfL 1900 Mönchengladbach. Er konnte somit schon zeitig sein Spielermaterial näher kennenlernen und Schlüsse für die neue Runde ziehen. In der Offensive verstärkt durch Jupp Heynckes, Bernd Rupp und Werner Waddey zog Gladbach 1964/65 mit Spielführer Albert Jansen und seinen Mannschaftskameraden mit einem 10:0 Punktestart sofort an die Tabellenspitze. Mit 27:7 Punkten wurde die Herbstmeisterschaft mit einem Punkt Vorsprung vor Alemannia Aachen gefeiert und am Rundenende die Meisterschaft. Jansen hatte 33 von 34 Spielen absolviert. In der Aufstiegsrunde bestritt er alle sechs Begegnungen gegen Worms, Kiel und Reutlingen und war damit ein Garant für den Aufstieg in die Fußball-Bundesliga. Insgesamt stehen für Jansen von 1963 bis 1965 70 Regionalligaspiele zu Buche.

### Bundesliga, 1965 bis 1967
In die Bundesliga startete die Weisweiler-Mannschaft mit einem Auswärtsspiel bei Borussia Neunkirchen. Spielführer Jansen bildete mit Neuzugang Hans-Hubert Vogts das Verteidigerpaar und wurde in der 85. Minute wegen wiederholten Handspiels des Feldes verwiesen. Das Spiel endete 1:1. Am 32. Spieltag, den 14. Mai 1966, absolvierte Jansen seinen 30. Bundesligaeinsatz. Die Borussen spielten 3:3 beim TSV 1860 München; Herbert Laumen zeichnete sich als dreifacher Torschütze aus. Im zweiten Jahr Bundesliga, 1966/67, setzte Trainer Weisweiler in der Verteidigung auf Torhüter Volker Danner, die Verteidiger Vogts und Heinz Wittmann und die Läuferreihe Heinz Lowin, Egon Milder und Gerhard Elfert. Albert Jansen kam zu keinem weiteren Bundesligaeinsatz und beendete im Sommer 1967 seine Laufbahn als Lizenzfußballer.